# Luigi Quagliata
Luigi Quagliata (Sant'Alessio Siculo, 13 settembre 1899 – Roma, 14 febbraio 1991) è stato un architetto e urbanista italiano.

## Biografia
Si laureò in Architettura, dopo la laurea risiedette qualche tempo negli Stati Uniti, arricchendo il suo bagaglio tecnico, culturale e professionale. Tornando in Italia aderì alla corrente del Movimento Moderno, di cui fu un esponente di spicco. Si dedicò particolarmente anche a studi sull'acustica dei luoghi di riunione. Nel 1936 partecipò al concorso pubblico internazionale indetto dal Comune di Venezia per la progettazione del Palazzo del Cinema sull'isola del Lido. La commissione preposta premiò il suo progetto e il Comune gli affidò la progettazione definitiva e la direzione dei lavori, che Quagliata condusse in tempi brevissimi, riuscendo a giungere all'inaugurazione del palazzo, che ospita tuttora la Mostra del cinema di Venezia nell'agosto 1937.
Nonostante avesse realizzato un'opera che dava lustro alla ‘'grandeur'’ fascista, le sue idee politiche furono sempre antifasciste, tanto che, sempre nel 1937, in occasione della visita di Mussolini a Messina, trovandosi in quella città fu arrestato a scopo precauzionale come oppositore del regime, appena fu scarcerato Quagliata tornò subito negli Stati Uniti, dove trascorse tutto il periodo della Seconda guerra mondiale. Rientrò in Sicilia nel 1943 e aderì al Partito Socialista dei Lavoratori Italiani  (PSLI), come delegato di quel partito fece parte della Consulta.
Nel 1952 il presidente della Biennale di Venezia, Giovanni Ponti, gli diede l'incarico di fare un nuovo progetto per l'ampliamento del Palazzo del Cinema. Quagliata preparò un progetto molto articolato che prevedeva l'ampliamento della Sala Grande, portando i posti a 2 300, la realizzazione di un'arena scoperta e di altre sale per portare la capienza a 5 000 posti. Purtroppo per la scarsa disponibilità economica del Comune di Venezia, si dovette limitare il nuovo progetto alla costruzione di un avancorpo della Sala Grande e dell'arena scoperta.
Negli anni successivi si stabilì a Roma dedicandosi alla progettazione di molte opere, ma soprattutto di teatri, sia in Italia che all'estero, essendo universalmente riconosciuta la sua competenza in materia di acustica.
Nel 1971 il sindaco del suo paese natale, Sant'Alessio Siculo, gli affidò l'incarico di progettare lo sviluppo urbanistico dell'abitato: Quagliata aderì con entusiasmo preparando un progetto che intendeva favorire lo sviluppo turistico dell'area, ma varie vicissitudini politiche successive ne impedirono la realizzazione. Quagliata lasciò il suo paese e non vi volle tornare mai più da vivo.
Morì a Roma nel febbraio 1991 e volle essere seppellito a Sant'Alessio Siculo.

## Principali opere
- 1936/1937 – Progetto e realizzazione del Palazzo del Cinema al Lido di Venezia.[2]
- 1952 - Progetto dell'ampliamento del Palazzo del Cinema al Lido di Venezia.

## I suoi scritti
- Luigi Quagliata, L'acustica nelle sale cinematografiche, estratto editoriale dalla rivista Architettura, Milano, Fratelli Treves Editori, giugno 1936, Annata XV.